# Jedina
Jedina je šesti album riječkog rock sastava Let 3. 
Album je objavljen 2000. godine. Isprva je napravljena samo jedna kopija albuma, koji je sastav odbio distribuirati, no to su ipak učinili nekoliko mjeseci poslije. Za pjesme "Profesor Jakov" i "Tazi-tazi" su snimljeni spotovi.

## Pjesme
1. "PNNK" - 3:12
2. "999" - 3:29
3. "Gambo" - 3:40
4. "Otrovna kupačica" - 2:23
5. "Drama" - 3:22
6. "Tazi-tazi" - 3:19
7. "Glavanovo" - 3:09
8. "Mornar" - 3:25
9. "Lombarda Benale" - 3:08
10. "Golub Dinko" - 3:54
11. "Profesor Jakov" - 3:16
12. "Ženu varam" - 1:45
13. "Artemida" - 3:20
14. "Agape" - 4:38
15. "Serenada" - 4:00
16. "Ciklama" - 0:36
17. "Maček v žaklju" - 3:17